# Delta L

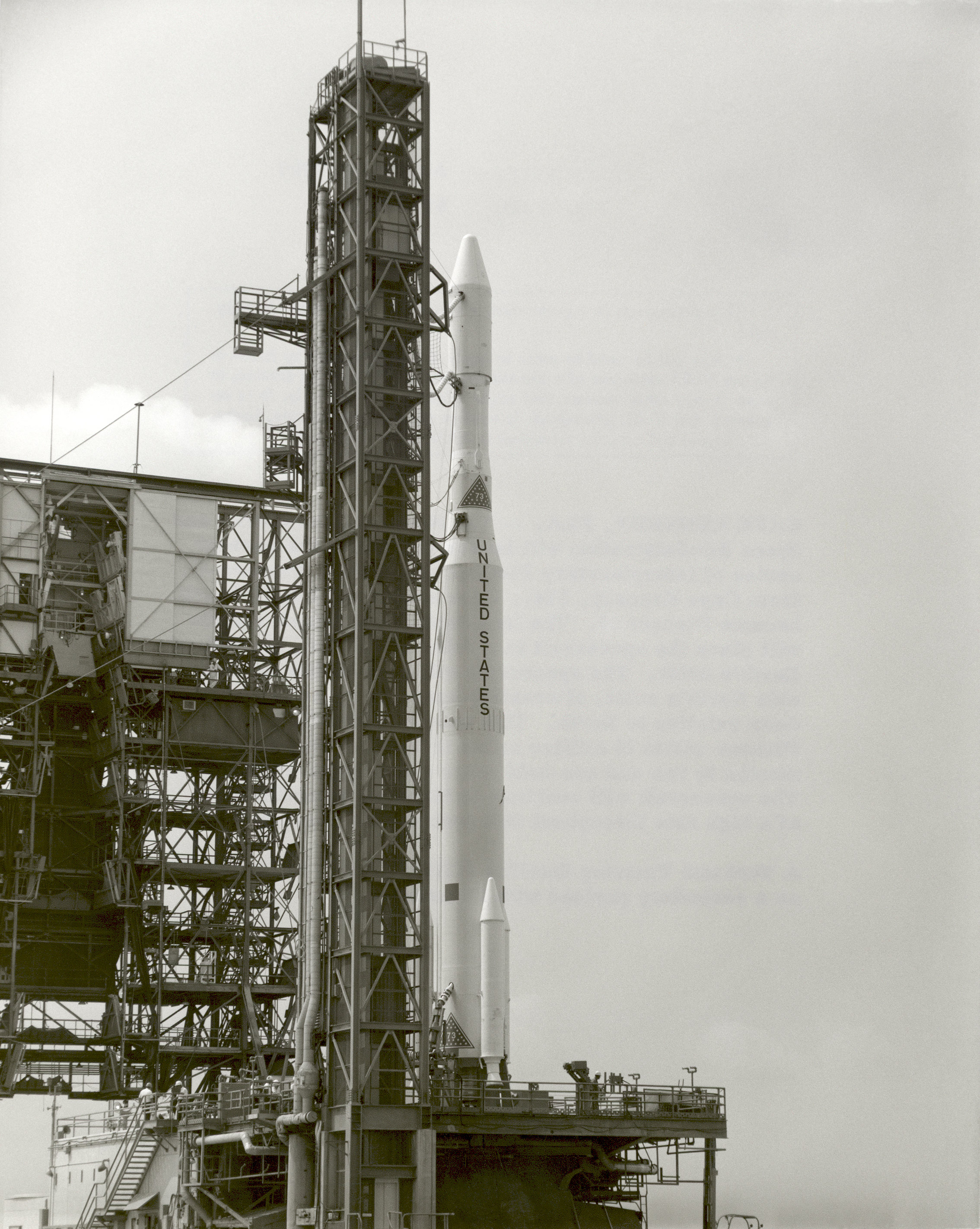
Foguete Delta L

O Delta L foi um foguete espacial estadunidense que prestou serviço entre 1969 e 1972.

## Características
O Delta L foi um foguete leve da família de foguetes Delta que foi usado duas vezes entre 1969 e 1972 para lançar os satélites Pioneer E e TTS-3 (que resultou em fracasso) e o HEOS-2.

## Histórico de lançamentos
| Voo      | Data                  | Plataforma de lançamento                | Carga             | Resultado | Notas |
| -------- | --------------------- | --------------------------------------- | ----------------- | --------- | --- |
| 540/D-73 | 27 de agosto de 1969  | Plataforma LC-17A do Cabo Canaveral     | Pioneer E / TTS-3 | Falha     | Primeira tentativa de lançamento de um Delta L. O lançamento fracassou devido a um problema no sistema hidráulico do primeiro estágio. |
| 564/D-87 | 31 de janeiro de 1972 | Plataforma SLC-2E da Base de Vandenberg | HEOS-2            | Êxito     | Último voo de um Delta L. |